# Sterling Dow
Sterling Dow (* 19. November 1903 in Portland (Maine); † 9. Januar 1995 in Boston) war ein US-amerikanischer Klassischer Archäologe und Epigraphiker, der von 1936 bis 1970 an der Harvard University lehrte.

## Leben
Sterling Dow erwarb 1925 den Bachelor-Grad an der Harvard University und ging anschließend für ein Jahr als Stipendiat der Fiske Foundation an das University College der Universität Cambridge, wo er Alte Geschichte studierte. Nach seiner Rückkehr nach Harvard schloss er sich an den Althistoriker William Scott Ferguson an, der Dows Karriere förderte. Nach dem Master-Abschluss (1928) hielt sich Dow als Guggenheim Fellow und als Stipendiat der Harvard University von 1931 bis 1935 in Athen auf, wo er seine ersten Erfahrungen in archäologischer Feldarbeit machte und zahlreiche Inschriften dokumentierte. Dabei erfand er unter anderem eine eigene Abklatschtechnik. Während dieser Jahre fanden die amerikanischen Grabungen auf der Agora von Athen statt. In Athen sammelte Dow Material für seine Doktorarbeit, mit der er 1936 in Harvard zum Ph.D. promoviert wurde.
Nach seiner Promotion lehrte und forschte Dow bis zu seiner Pensionierung (1970) an der Harvard University, zunächst als Instructor, dann ab 1949 als John E. Hudson Professor of Archaeology. Sein Forschungsschwerpunkt war die griechische Epigraphik. Dow veröffentlichte fünf Monografien und mehr als 150 Aufsätze und Rezensionen.
Nach seiner Versetzung in den Ruhestand lehrte Dow als Distinguished Professor am Boston College, ab 1978 als Blegen Distinguished Professor am Vassar College. Er erhielt drei Ehrendoktortitel. Nach seinem Tod wurde am Center for Epigraphical and Paleographical Studies an der Ohio State University eine Sterling Dow Fellowship eingerichtet.